# Euryopis giordanii
Espèce
Euryopis giordanii est une espèce d'araignées aranéomorphes de la famille des Theridiidae.

## Distribution
Cette espèce est endémique d'Italie.

## Publication originale
- Caporiacco, 1950 : Gli aracnidi della laguna di Venezia. II Nota. Bollettino della Sociétà Veneziana di Storia Naturale e del Museo Civico di Storia Naturale, Venezia, vol. 5, p. 114-140.